# Мелбурн (Флорида)
Мелбурн (енгл. Melbourne) град је у америчкој савезној држави Флорида. По попису становништва из 2010. у њему је живело 76.068 становника.

## Демографија
Према попису становништва из 2010. у граду је живело 76.068 становника, што је 4.686 (6,6%) становника више него 2000. године.
| Група             | 2000.          | 2010.          |
| Белци             | 57.600 (80,7%) | 57.149 (75,1%) |
| Афроамериканци    | 6.658 (9,3%)   | 7.836 (10,3%)  |
| Азијати           | 1.657 (2,3%)   | 2.370 (3,1%)   |
| Хиспаноамериканци | 3.958 (5,5%)   | 6.794 (8,9%)   |
| Укупно            | 71.382         | 76.068         |